# Controle de acesso discricionário
Em segurança de computadores, o controle de acesso discricionário (discretionary access control - DAC) é um tipo de controle de acesso definido pelo Trusted Computer System Evaluation Criteria "como um meio de restringir o acesso a objetos com base na identidade dos sujeitos e/ou grupos aos quais eles pertencem. Os controles são discricionários no sentido de que o sujeito com uma certa permissão de acesso seja capaz de passar esta permissão (talvez indiretamente) para qualquer outro sujeito (a menos que seja restringido pelo controle de acesso obrigatório).
O controle de acesso discricionário é comumente discutido em contraste com o controle de acesso obrigatório (MAC). Ocasionalmente, diz-se que um sistema como um todo tem controle de acesso "discricionário" ou "puramente discricionário" como uma forma de dizer que o sistema carece de controle de acesso obrigatório. Por outro lado, sistemas em que pode-se dizer que implementam o MAC e o DAC, simultaneamente, onde o DAC se refere a uma categoria de controles de acesso que podem se transferir entre si, e o MAC se refere a uma segunda categoria de controles de acesso que impõe restrições ao primeiro.